# 토루프 점프
토루프 점프는 피겨 스케이팅에서 가장 단순한 점프 중 하나이다.

## 토루프 기술
토루프에서 또다른 일반적인 항목은 선택하기 전에 다른 발 끝부분 외부 뒷면에서 앞으로 외부 3회전을 밟는 것이다. 그것은 대부분의 빙판을 점프하는 동일한 가장자리에 걸리기 때문에 토루프는 종종, 점프 조합에서 두번째 점프로 사용된다. 이 기술에 심각한 결함으로 간주될 때 토루프에서, 스케이트 선수는 발가락 픽업 동작전 또는 발가락 픽업 동작시 상체를 미리 회전하지 않도록 조심해야 한다.

## 토루프의 역사
토루프는 1920년대에 미국의 전문 쇼 스케이팅 선수 브루스 맵스가 발명했다. 토마스 리츠는 1964년 세계 피겨 스케이팅 선수권 대회에서 트리플 토루프를 착지한 최초의 스케이트 선수였다. 폴란드의 그르제고르슈 필리포우스키는 1980년 대회에서 트리플 - 트리플 토루프 콤비네이션을 실시한 최초의 스케이트 선수였다.

## 참조
1. ↑  야먀구치, 크리스티 (1997). 《Figure Skating for Dummies》. Hungry Minds. ISBN 0-7645-5084-5.